# 5812 Jayewinkler
5812 Jayewinkler este un asteroid din centura principală de asteroizi.

## Descriere
5812 Jayewinkler este un asteroid din centura principală de asteroizi. A fost descoperit pe 11 august 1988 la Siding Spring de Andrew J. Noymer. Asteroidul prezintă o orbită caracterizată de o semiaxă mare de 2,60 ua, o excentricitate de 0,12 și o înclinație de 14,6° în raport cu ecliptica.